# Johan Cruijff Schaal 1997
Op 17 augustus 1997 werd de tweede editie van de Johan Cruijff Schaal gespeeld in de Amsterdam ArenA in Amsterdam. De wedstrijd ging tussen landskampioen PSV en bekerwinnaar Roda JC.
De wedstrijd werd gespeeld voor 15.000 toeschouwers. PSV won de tweede editie van de Johan Cruijff Schaal met 3 - 1, na een 1 - 0 ruststand door een treffer van Phillip Cocu. De wedstrijd werd pas in blessuretijd beslist door doelpunten van wederom Cocu en Gilles De Bilde. Peter Van Houdt scoorde in de 84ste minuut de gelijkmaker. Dick Jol was de scheidsrechter. Bij PSV maakten doelman Georg Koch, Arnold Bruggink en Igor Demo hun officiële debuut voor de club uit Eindhoven.

## Wedstrijd

### Wedstrijddetails
|                                       |                                |         |               |                                                                |
| 17 augustus 1997 Johan Cruijff Schaal | PSV                            | 3 – 1   | Roda JC       | ArenA, Amsterdam Toeschouwers: 15.000 Scheidsrechter: Dick Jol |
| 17 augustus 1997 Johan Cruijff Schaal | Cocu 22', 90+1' De Bilde 90+3' | Verslag | 84' Van Houdt | ArenA, Amsterdam Toeschouwers: 15.000 Scheidsrechter: Dick Jol |

| PSV | Roda JC |

| PSV:           |                  |            |
|                |                  |            |
| GK             | Georg Koch       |            |
| RB             | Vampeta          | Kreeg geel |
| CB             | Jaap Stam        |            |
| CB             | Stan Valckx      |            |
| LB             | Arthur Numan     |            |
| RM             | Željko Petrović  |            |
| CM             | Wim Jonk         |            |
| CM             | Phillip Cocu     |            |
| LM             | Boudewijn Zenden |            |
| CF             | Marc Degryse     | 77'        |
| CF             | Arnold Bruggink  | 66'        |
| Wisselspelers: |                  |            |
| FW             | Gilles De Bilde  | 66'        |
| MF             | Igor Demo        | 77'        |
| Coach:         |                  |            |
| Dick Advocaat  |                  |            |

| Roda JC:       |                    |            |
|                |                    |            |
| GK             | Nikolaj Damjanac   |            |
| RB             | Ger Senden         | Kreeg geel |
| CB             | Regilio Vrede      |            |
| CB             | Maarten Schops     | 61'        |
| LB             | Ramon van Haaren   |            |
| RM             | Melvin Plet        | 75'        |
| CM             | André Ooijer       |            |
| CM             | Arno Doomernik     |            |
| LM             | Jan-Pieter Martens | 82'        |
| CF             | Bob Peeters        |            |
| CF             | Peter Van Houdt    |            |
| Wisselspelers: |                    |            |
| DF             | Joos Valgaeren     | 61'        |
| MF             | Eric van der Luer  | 75'        |
| FW             | Edwin Grünholz     | 82'        |
| Coach:         |                    |            |
| Martin Jol     |                    |            |

1949 · 1989 · 1991 · 1992 · 1993 · 1994 · 1995 · 1996 · 1997 · 1998 · 1999 · 2000 · 2001 · 2002 · 2003 · 2004 · 2005 · 2006 · 2007 · 2008 · 2009 · 2010 · 2011 · 2012 · 2013 · 2014 · 2015 · 2016 · 2017 · 2018 · 2019 · 2020 · 2021 · 2022 · 2023 · 2024